# Nikołaj Dobrolubow
Nikołaj Aleksandrowicz Dobrolubow (ros. Никола́й Алекса́ндрович Добролю́бов; ur. 24 stycznia?/5 lutego 1836 w Niżnym Nowogrodzie, zm. 17 listopada?/29 listopada 1861 w Petersburgu) – rosyjski filozof, publicysta, krytyk literacki, jeden z XIX-wiecznych ideologów rewolucyjnych demokratów. Był uczniem innego rosyjskiego filozofa, Nikołaja Czernyszewskiego.
Krytyka literacka, którą uprawiał Dobrolubow z czasem przekształciła się w publicystykę społeczno-polityczną.

## Życiorys
Dobrolubow był synem prawosławnego duchownego. W latach 1848–1853 studiował w prawosławnym seminarium duchownym w Niżnym Nowogrodzie, a w okresie 1853–1857 kształcił się w Głównym Instytucie Pedagogicznym w Petersburgu. W latach 1856–1861 pełnił funkcję redaktora działu krytyki i bibliografii w czasopiśmie literacko-społecznym „Sowriemiennik” (ros. Современник).

## Poglądy
Jako filozof propagował materializm przyrodniczy uzupełniony o antropologizm niemieckiego filozofa Ludwiga Feuerbacha. W poglądach społecznych Dobrolubow nawiązywał do koncepcji prawa natury, zdrowego rozsądku, a także nieuwzględniającej czynników historycznych „natury ludzkiej”, której wieczne prawa, w poglądzie na świat i w odczuciach niewykształconej części społeczeństwa, ukazują się co jakiś czas w najczystszej postaci.
Według przekonań Dobrolubowa literatura miała stanowić „siłę służebną”, a jej znaczenie miało polegać na propagandzie. Natomiast wartość literatury według niego miała być określona przez to, co i w jaki sposób jest przez nią propagowane. Potrafił skutecznie łączyć propagowanie reformatorskich idei z zasadami „krytyki realnej”. Nazwana przez Dobrolubowa metoda realizowania krytyki oparta była na kryterium realizmu, czyli zgodności z ludzką „naturą” oraz naturalnymi, słusznymi potrzebami człowieka.
Dobrolubow był przeciwnikiem kultury szlacheckiej, którą ostro krytykował.

## Twórczość
- 1950: Dzieła wybrane (Warszawa)[8]
- 1958: Pisma filozoficzne (Warszawa)[8]

Artykuły
- 1859: Co to takiego obłomowszczyzna? (wyd. pol. 1958)[3]
- 1860: Kiedyż nastąpi prawdziwy dzień? (wyd. pol. 1958)[3]